# Landgericht Waxenberg
Das Landgericht Waxenberg (auch Landgericht Wachsenberg) mit Sitz auf Burg Waxenberg war im Mittelalter ein bedeutendes Landgericht im Mühlviertel in Oberösterreich. 

## Lage
Das Landgericht reichte von der Donau im Süden bis zur böhmischen Grenze im Norden und von der Großen Mühl im Westen bis zum Haselgraben im Osten. Das Landgericht Waxenberg umfasste damit den Großteil des heutigen Bezirks Urfahr-Umgebung und den östlichen Teil des Bezirks Rohrbach.
Im Bereich des Landgerichts Waxenberg befanden sich unter anderem Ottensheim, der älteste Markt des Mühlviertels (Marktrecht 1228), die Transitorte Urfahr, Leonfelden und Schenkenfelden am Linzer Steig sowie die Mühlviertler Mutterpfarren Gramastetten, Feldkirchen an der Donau und Niederwaldkirchen.

## Geschichte
Im 13. Jahrhundert befand sich das Landgericht Waxenberg zwischen dem Abteiland mit dem Landgericht Velden im Westen und Landgericht Riedmark im Osten, das seinen Sitz in Freistadt hatte und 1227 von Herzog Leopold VI. gemeinsam mit dem Landgericht Machland eingerichtet worden war.
Um 1300 kam das Landgericht Waxenberg an die Herren von Walsee.
Die alten Landgerichte waren sehr ausgedehnt, wurden aber durch das Bestreben der einzelnen Grundherrschaften nach eigener Landgerichtshoheit auf ihrem Gebiete in immer kleinere Bezirke zerteilt. Im Verlauf der Jahrhunderte musste das Landgericht Waxenberg nach und nach Gebiete abtreten:
- Um 1364 erhielt Landeshauptmann Eberhard V. von Walsee vom österreichischen Herzog Rudolf IV. die Erlaubnis, sich für seine neue Herrschaft Oberwallsee Teile des Waxenberger Territoriums und der Herrschaft Freudenstein einzuverleiben.[2] Als die Walseer 1413 den Blutbann erhielten, war das Landgericht Waxenberg endgültig nicht mehr für die Walseer Gebiete zuständig.[2]
- Ottensheim wurde 1527 zu einer Freiung im Landgericht Waxenberg und erhielt 1627 ein eigenes Landgericht.[3]
- Zwischen 1573 und 1640 wurde das Landgericht Wildberg mit Hellmonsödt abgetrennt.[4]
- Nach 1573 wurde auch das Landgericht Lobenstein mit Zwettl an der Rodl abgespalten.[5]
- 1614 kommt Urfahr zum Landgericht Donautal, danach um 1650 zum Landgericht Wildberg.[6]

Die österreichischen Landgerichte wurden schließlich von den im Jahr 1850 geschaffenen Bezirksgerichten abgelöst.

## Bedeutung
Das Landgericht Waxenberg besaß – wie alle Landgerichte – als wesentliche Eigenschaft die Blutgerichtsbarkeit. Neben der richterlichen Tätigkeit oblag dem Landgericht eine Fülle von Aufgaben auf dem Gebiete der Verfassung, Verwaltung und Wirtschaft („Handelspolizei“). Erst nach Schaffung der Kreisämter in den 1750er-Jahren und der ihnen untergeordneten Distriktskommissariate war das Landgericht auf die reine Kriminalgerichtsbarkeit beschränkt und verlor einen Großteil seiner Bedeutung für die Entwicklung der Marktorte und Städte.